# Adulthood (film, 2025)
Adulthood är en amerikansk kriminaldrama- och komedifilm, som har en planerad premiär i september 2025 på Toronto International Film Festival. Filmen är regisserad av Alex Winter efter ett manus skrivet av Michael M.B. Galvin.

## Handling
Syskonen Megan och Noah hittar en död kropp som under lång tid legat begravd i deras föräldrars källare. Fallet drar in dem i en nedåtgående spiral av brott och mord.

## Rollista (i urval)
- Kaya Scodelario - Megan
- Josh Gad - Noah
- Alex Winter
- Billie Lourd
- Anthony Carrigan